# Matteo Pessina
Matteo Pessina (Monza, 21 de abril de 1997) es un futbolista italiano que juega de centrocampista en el A. C.
Monza de la Serie B de Italia.

## Trayectoria
Comenzó su carrera deportiva en el equipo de su ciudad, el A. C. Monza, equipo con el que debutó en 2014, después de haberse formado en sus inferiores. Los 6 goles que hizo en 22 partidos con el Monza en la temporada 2014-15, hizo que muchos equipos se interesaran en él.

### Milan
Finalmente fue el A. C. Milan el que se llevó el gato al agua para ficharle, decidiendo cederle al U. S. Lecce de la Lega Pro, la tercera división del fútbol italiano, donde no tuvo continuidad, jugando la segunda parte de la temporada 2015-16 en el Calcio Catania, también de la Lega Pro, donde no contó con minutos tampoco.
En la temporada 2016-17 se marchó cedido de nuevo a un equipo de la Lega Pro, el Como 1907, donde nuevamente demostró sus grandes condiciones al hacer 9 goles en 36 partidos.

### Atalanta
En 2017 deja el Milan para fichar por el Atalanta, que lo decidió ceder al Spezia Calcio de la Serie B, debutando así en la segunda categoría del fútbol italiano, donde realizó una temporada aceptable y creció como futbolista.
Durante la temporada 2018-19 se quedó en el Atalanta, debutando, así, en la Serie A.
Tras la clasificación para la Champions League 2019-20 del Atalanta, Pessina se quedó sin hueco en el equipo de Bérgamo, por lo que decidieron cederle, en esta ocasión, a un club de Serie A como el Hellas Verona, haciendo una temporada excelente, ya que realizó 7 goles en 35 partidos, siendo una de las sensaciones del Hellas.
El 6 de julio de 2022 regresó 
al A. C. Monza cedido por un año con obligación de compra.

## Selección nacional
Pessina fue internacional sub-19, sub-20 y sub-21 con la selección de fútbol de Italia. El 11 de noviembre de 2020 debutó con la selección absoluta en un amistoso ante Estonia que finalizó con victoria por 4-0. El 28 de mayo de 2021 anotó sus primeros goles con el equipo nacional marcando dos de los siete con los que Italia ganó a San Marino en un amistoso.
Participó en la Eurocopa 2020 y en la última jornada de la fase de grupos anotó el único tanto del triunfo ante Gales que servía para certificar la primera plaza del grupo.

## Estadísticas

### Clubes
Actualizado al último partido disputado el 30 de octubre de 2024.
| Club                         | Div.          | Temporada     | Liga  | Liga  | Copas nacionales | Copas nacionales | Copas internacionales | Copas internacionales | Total | Total |
| Club                         | Div.          | Temporada     | Part. | Goles | Part.            | Goles            | Part.                 | Goles                 | Part. | Goles |
| ---------------------------- | ------------- | ------------- | ----- | ----- | ---------------- | ---------------- | --------------------- | --------------------- | ----- | ----- |
| A. C. Monza · Italia         | 3.ª           | 2014-15       | 22    | 6     | 0                | 0                | ―                     | ―                     | 22    | 6     |
| U. S. Lecce · Italia         | 3.ª           | 2015-16       | 3     | 0     | 1                | 0                | ―                     | ―                     | 4     | 0     |
| U. S. Lecce · Italia         | Total club    | Total club    | 3     | 0     | 1                | 0                | 0                     | 0                     | 4     | 0     |
| Calcio Catania · Italia      | 3.ª           | 2015-16       | 1     | 0     | 0                | 0                | ―                     | ―                     | 1     | 0     |
| Calcio Catania · Italia      | Total club    | Total club    | 1     | 0     | 0                | 0                | 0                     | 0                     | 1     | 0     |
| Como 1907 · Italia           | 3.ª           | 2016-17       | 36    | 9     | 2                | 0                | ―                     | ―                     | 38    | 9     |
| Como 1907 · Italia           | Total club    | Total club    | 36    | 9     | 2                | 0                | 0                     | 0                     | 38    | 9     |
| Spezia Calcio · Italia       | 2.ª           | 2017-18       | 38    | 2     | 0                | 0                | ―                     | ―                     | 38    | 2     |
| Spezia Calcio · Italia       | Total club    | Total club    | 38    | 2     | 0                | 0                | 0                     | 0                     | 38    | 2     |
| Atalanta B. C. · Italia      | 1.ª           | 2018-19       | 12    | 0     | 2                | 0                | 5                     | 0                     | 19    | 0     |
| Hellas Verona F. C. · Italia | 1.ª           | 2019-20       | 35    | 7     | 0                | 0                | ―                     | ―                     | 35    | 7     |
| Hellas Verona F. C. · Italia | Total club    | Total club    | 35    | 7     | 0                | 0                | 0                     | 0                     | 35    | 7     |
| Atalanta B. C. · Italia      | 1.ª           | 2020-21       | 28    | 2     | 5                | 2                | 7                     | 0                     | 40    | 4     |
| Atalanta B. C. · Italia      | 1.ª           | 2021-22       | 27    | 1     | 2                | 0                | 8                     | 1                     | 37    | 2     |
| Atalanta B. C. · Italia      | Total club    | Total club    | 67    | 3     | 9                | 2                | 20                    | 1                     | 96    | 6     |
| A. C. Monza · Italia         | 1.ª           | 2022-23       | 35    | 5     | 1                | 0                | ―                     | ―                     | 36    | 5     |
| A. C. Monza · Italia         | 1.ª           | 2023-24       | 37    | 6     | 1                | 0                | ―                     | ―                     | 38    | 6     |
| A. C. Monza · Italia         | 1.ª           | 2024-25       | 10    | 0     | 2                | 1                | ―                     | ―                     | 12    | 1     |
| A. C. Monza · Italia         | Total club    | Total club    | 104   | 17    | 4                | 1                | 0                     | 0                     | 108   | 18    |
| Total carrera                | Total carrera | Total carrera | 284   | 37    | 16               | 3                | 20                    | 1                     | 320   | 41    |

## Palmarés

### Campeonatos internacionales
| Título   | Club (*)            | Sede   | Año  |
| -------- | ------------------- | ------ | ---- |
| Eurocopa | Selección de Italia | Europa | 2020 |

(*) Incluyendo la selección.